# Clostridium perfringens
Clostridium perfringens is een grampositieve, anaerobe, sporevormende staafvormige bacterie. De bacterie komt veel in de natuur voor en is aerotolerant.
De pathogeniteit komt door de productie van necrotiserende en histolytische toxinen (lecithinasen) en enzymen als proteasen en collagenasen.
De bacterie veroorzaakt onder andere gasgangreen, voedselvergiftiging en necrotische enteritis.